# SN 1950M
SN 1950M – niepotwierdzona supernowa odkryta 19 marca 1950 roku w galaktyce NGC 3266. W momencie odkrycia miała maksymalną jasność 14,50m.